# Aldabrachelys gigantea arnoldi
La tartaruga gigante di Arnold (Aldabrachelys gigantea arnoldi (Bour, 1982)), conosciuta anche come tartaruga gigante dal dorso a sella delle Seychelles, è una sottospecie di tartaruga del genere Aldabrachelys.
Questa sottospecie abitava le grandi isole granitiche centrali delle Seychelles, ma fu cacciato in gran numero dai marinai europei. Intorno al 1840 si presumeva fosse estinta, insieme alla tartaruga gigante delle Seychelles, una sottospecie che condivideva le stesse isole.
Recentemente la sottospecie è stata riscoperta. Sono noti meno di cento individui. Diverse sono state reintrodotte in natura su isole boscose come Silhouette, ma sono stati sfrattati nel 2011 dalla Seychelles Islands Development Company (IDC).
Il nome subspecifico, arnoldi, è stato dato in onore dell'erpetologo britannico Edwin Nicholas "Nick" Arnold.

## Descrizione
Le tre sottospecie di tartaruga gigante di Aldabra-Seychelles possono essere distinte sulla base della forma del carapace, ma molti animali in cattività possono avere carapaci distorti, il che può rendere difficile la loro identificazione.
La tartaruga gigante di Arnold ha un carapace appiattito, liscio e con un'apertura relativamente alta del guscio, e, solitamente, di colore nero. Questa sottospecie, solitamente, presenta una depressione sulla sutura tra la prima e la seconda squama costale, questa può essere una depressione superficiale o una fossa caratteristica. Il piastrone è meno variabile del carapace e di solito fornisce una buona indicazione della sottospecie.

## Biologia
Le tartarughe giganti sono tra gli animali più longevi del pianeta. Si ritiene che alcuni esemplari di tartarughe giganti di Aldabra abbiano più di 200 anni, ma ciò è difficile da constatare poiché tendono a superare con l'età dei loro osservatori umani. Un esemplare chiamato Adwaita fu presumibilmente uno dei quattro esemplari portati dai marinai britannici dalle isole Seychelles come doni a Robert Clive della Compagnia britannica delle Indie Orientali, nel XVIII secolo, e arrivò allo zoo di Calcutta nel 1875. Alla sua morte, nel marzo 2006, a Kolkata (ex Calcutta) Zoo, in India, si ritiene che Adwaita abbia vissuto più a lungo di qualsiasi altra tartaruga nota, con un'età di 255 anni (anno di nascita 1750). Al momento si ritiene che l'esemplare più vecchio ancora in vita sia Jonathan, una tartaruga gigante delle Seychelles, che nel 2019 ha festeggiato i suoi 187 anni, con Esmeralda, una tartaruga gigante di Aldabra, in seconda posizione con un'età di 176 anni, dalla morte di Harriet a 176 anni, una tartaruga gigante delle Galapagos.

## Morfotipo
L'A. g. arnoldi è una sottospecie controversa, forse distinta dalla tartaruga gigante di Aldabra. La sottospecie è un morfotipo morfologicamente distintivo, ma è considerato un sinonimo della specie tipo da molti ricercatori. Questa identificazione si basa principalmente sui caratteri morfologici. Le identificazioni molecolari pubblicate non sono chiare con diverse indicazioni fornite da diverse fonti di dati. Gli esemplari allevati in cattività suggeriscono che potrebbe esserci una base genetica per il morfotipo ed è necessario un lavoro genetico più dettagliato per chiarire queste relazioni. Questa sottospecie è l'unica tartaruga dal dorso a sella vivente nelle isole Seychelles. Apparentemente, questa sottospecie è stata estirpata dal suo ambiente naturale, ma recentemente è stata riscoperta in cattività. L'attuale popolazione di questo morfotipo è di 24 adulti, inclusi 18 maschi adulti in cattività, non riproduttivi, sull'isola di Mahé. Gli sforzi per la riproduzione in cattività di questa sottospecie è stata un successo, portando alla nascita di numerosi giovani.

## Estinzione e riscoperta
Originariamente, si credeva che la sottospecie di Aldabra fosse l'unica sottospecie ad essere sopravvissuta allo sfruttamento eccessivo delle isole. Occasionalmente (più di recente nel 1995), alcuni esemplari di tartarughe giganti negli zoo o in cattività venivano identificati come appartenenti alla sottospecie estinta delle Seychelles, sopravvissute in cattività. Il numero di tartarughe con una forma del carapace sospetto portò il Nature Protection Trust delle Seychelles a esaminare l'identità delle varie tartarughe di Aldabra/Seychelles. L'esame degli esemplari museali della sottospecie "estinta" delle Seychelles da parte del dottor Justin Gerlach e Laura Canning confermò che alcuni esemplari viventi mostravano le caratteristiche della sottospecie presumibilmente estinta.
Alcuni articoli scientifici pubblicati di recente sulla genetica delle tartarughe delle Seychelles e dell'Oceano Indiano forniscono risultati contrastanti. Alcuni studi suggeriscono che una sola specie fosse sempre presente nelle isole, mentre altri suggeriscono tre specie distinte, ma strettamente correlate.
Questi risultati così diversi tra loro derivano da studi su geni differenti. Una sintesi di tutti i dati genetici disponibili indicano che la tartaruga gigante di Arnold è geneticamente la tartaruga del genere Aldabrachelys più caratteristica. Ciò si adatta alla sua ecologia e alla sua morfologia particolare, in quanto, contrariamente alla tartaruga gigante delle Seychelles e la tartaruga gigante di Aldabra, la tartaruga gigante di Arnold si è adattata a pascolare la bassa vegetazione. Ciò ha portato alla sua insolita forma del carapace "a sella". Questa sottospecie, inoltre, è l'unica sottospecie di tartaruga delle Seychelles che si crogiola regolarmente al sole. Le altre sottospecie lo fanno solo occasionalmente, ma le tartarughe giganti di Arnold perdono rapidamente calore dalla pelle esposta del collo e hanno bisogno di riscaldarsi al sole del mattino.

### Conservazione
Grazie a test del DNA, sono state identificate diverse tartarughe della sottospecie "estinta" che sono state in seguito acquisite dal Nature Protection Trust delle Seychelles per la loro conservazione. Questi esemplari sono stati portate a Silhouette Island, per avviare un programma di riproduzione in cattività, avviatosi nel 1997. Per diversi anni, le tartarughe femmine hanno prodotto uova infertili, ma nel dicembre 2002 le uova deposte da una piccola tartaruga iniziarono a schiudersi. Entro il 2006, il Nature Protection Trust delle Seychelles (NPTS) aveva più piccoli di tartarughe di Arnold di quanto potessero sperare, con ben 128 nuovi esemplari. Cinque delle sei tartarughe adulte originali furono restituite liberate a Grande Barbe su Silhouette Island, con l'intenzione di formare la prima popolazione selvatica di questa sottospecie dall'inizio del XIX secolo. Tuttavia, la loro libertà fu di breve durata. Questi esemplari venivano visitate regolarmente e la loro salute ed il loro impatto sull'ambiente vennero monitorati fino a quando la NPTS venne sfrattata da Silhouette Island. Un'indagine del 2010 ha rilevato che queste tartarughe stavano avendo un effetto significativo sulla vegetazione, ripristinando le aree in cui si nutrivano nel bosco naturale di palme. Le aree boschive nel 2006 erano dominate, e nel 2010, dalla ricrescita di palme endemiche.
La decisione della Islands Development Company di sfrattare la NPTS da Silhouette Island entro marzo 2011 e il rifiuto di avere tartarughe selvatiche sull'isola li costrinse a trovare nuove case per le tartarughe. Le isole gestite privatamente, North e Frégate, accettarono di fornire una nuova casa per le tartarughe giganti di Arnold. Se fossero stati in grado di rilasciarle sull'isola di Silhouette, avrebbero stabilito una popolazione selvatica separata, mentre ora si sarebbero mescolate con le tartarughe giganti di Aldabra, già presenti sulle isole North e Frégate. La NPTS crebbe in seguito una nuova generazione di numerose giovani tartarughe che vivranno per almeno 100 anni. In quel periodo, potrebbe presentarsi un'opportunità per stabilire popolazioni pure di queste tartarughe; questi animali vivono più a lungo rispetto alle prospettive di gestione e sviluppo a breve termine.
Il 4 febbraio 2011, la prima delle tartarughe giganti di Arnold venne spostata nell'isola North. L'isola North successivamente ha deciso che non volevano più tartarughe sull'isola e si è rifiutata di prendere le restanti 92 tartarughe. L'isola di Fregate accettò di prenderle e le ultime tartarughe furono finalmente spostate il 14 giugno.